# Saiki
Saiki (佐伯市 -shi) é uma cidade japonesa localizada na província de Oita.
Em 2003 a cidade tinha uma população estimada em 49 183 habitantes e uma densidade populacional de 249,19 h/km². Tem uma área total de 197,37 km².
Recebeu o estatuto de cidade a 29 de Abril de 1941.

## Cidades-irmãs
- Handan, China
- Gladstone, Austrália